# Alfredo Mendez Gonzalez
Alfredo José Isaac Cecilio Francesco Méndez Gonzalez (ur. 3 czerwca 1907 w Chicago, zm. 28 stycznia 1995 w Cincinnati) – amerykański duchowny rzymskokatolicki, tradycjonalista katolicki, biskup Arecibo w latach 1960–1974.

## Życiorys
Alfredo Méndez młodość spędził w Chicago, Nowym Jorku, Barcelonie i Evansville. W 1925 roku wstąpił do Zgromadzenia Świętego Krzyża i rozpoczął studia na Uniwersytecie Notre Dame w stanie Indiana. W latach 1931–1935 kontynuował naukę na Katolickim Uniwersytecie Ameryki w Waszyngtonie. 24 czerwca 1935 roku otrzymał święcenia kapłańskie.
Od 1936 roku przebywał w Teksasie, gdzie pracował wśród meksykańskich emigrantów. W 1948 roku powrócił do pracy naukowej na Uniwersytecie Notre Dame. W 1960 roku został wybrany na pierwszego biskupa Arecibo. Sakrę przyjął 28 października 1960 roku z rąk kardynała Francisa Spellmana w Notre Dame.
Uczestniczył w Soborze Watykańskim II. Był integrystą. Nastawiony krytycznie do reformy Mszału Rzymskiego dokonanej w czasie pontyfikatu papieża Pawła VI. Uważał, że wprowadzenie nowej formy rytu rzymskiego sprotestantyzowało liturgię Kościoła rzymskokatolickiego.
W 1974 roku Méndez Gonzalez zrezygnował z biskupstwa i przeszedł na emeryturę. Jako biskup-senior prowadził wieloletnią korespondencję z biskupami rzymskokatolickimi, w której wzywał hierarchów katolickich do odprawiania mszy Piusa V (mszy trydenckiej).
W 1988 roku nawiązał współpracę z Bractwem Kapłańskim św. Piusa V. W 1990 roku wyświęcił dla tego stowarzyszenia dwóch kapłanów. 19 października 1993 roku podczas wizyty w Carlsbad konsekrował przełożonego Bractwa św. Piusa V, Clarence Kelly’ego na biskupa.
Zmarł na chorobę nowotworową w 1995 roku.